# Quadcept
Quadcept株式会社（クアッドセプト、英文社名：Quadcept Inc.）は、大阪府大阪市北区に本社を置くEDAツールを開発、設計するソフトウェア会社。2010年4月6日に創業。社名の由来は電子開発環境をクラウドコンピューティング化で便利にする・高いコストパフォーマンス・ユーザーからのフィードバック・技術革新の4つ (Quad) のコンセプト (Concept) から命名された。コストを抑えたサブスクリプションでの月額契約が可能、クラウド型のCADをリリースし、お客様からのご要望にも対応し、導入し易い点がユーザーから支持され、2024年9月時点で50,000以上のダウンロード数を記録している。

## 製品
- Quadcept
  - Circuit Desingner：回路図エディタ
  - PCB Designer：プリント基板設計
  - Force：電子開発DXプラットフォーム/データ管理システム
    - CCM：部品データ管理
    - CBM：部品表管理
    - CPM：プロジェクト管理

  - PartsPick：部品調達サービス/ライフサイクル情報取得
  - Balus：構造化コラボレーションツール

## 提供サービス
- NET CHANGER：クラウド上でのネットリスト変換および統合サービス
- Elefab：基板設計、製造、実装のワンストップサービス
- DEMITASNX：EMIチェックサービス・電源-GNDプレーン共振解析サービス
- Aurora：シミュレーションサービス＿SI/PI
- LTspice連携
- 各種CADの電子設計データコンバートサービス